# Destinazione Paradiso (singolo)
Destinazione Paradiso è un singolo del cantautore italiano Gianluca Grignani, pubblicato il 22 febbraio 1995 come secondo estratto dall'album omonimo.

## Descrizione
Il brano, composto da Grignani e arrangiato assieme a Massimo Luca, viene presentato al Festival di Sanremo 1995, classificandosi al 6º posto nella sezione Nuove Proposte.
Il testo del brano fa riferimento ad una fantomatica stazione ferroviaria di Paradiso (o Paradiso città), da raggiungere con un treno che simboleggia la morte, sottintendendo il suicidio per raggiungere una persona cara defunta, alla quale il cantante, nel testo, si rivolge al femminile precisando che lei non c’è più. Grignani parla di una corsa che simboleggia il voler raggiungere, più rapidamente, la fine della propria vita così da ricongiungersi, in Paradiso, con la persona amata già scomparsa. 
Dopo il Festival esce il primo disco dell'artista che porta lo stesso titolo, che oltre a conquistare l'Italia, conquista anche l'America Latina, arrivando a vendere 2 milioni di copie nel mondo. Il brano viene poi inserito nelle raccolte di Grignani Il giorno perfetto (1999), in una versione integrale inedita e Succo di vita (2003).
La canzone originariamente è formata da una strofa in più, ma nel 1995, nell'omonimo album di debutto, viene pubblicata in versione ridotta poiché troppo lunga coi tempi imposti dal Festival di Sanremo. Successivamente verrà pubblicata la versione completa nel primo best, Il giorno perfetto, album del 1999.
Grignani canta Destinazione Paradiso anche in duetto con Antonella Ruggiero nella trasmissione televisiva Night Express su Italia 1 nel 1999.

## Versione di Laura Pausini
Nel 2006 la cantante italiana Laura Pausini ha realizzato una cover del brano e l'ha inserita nell'album in studio Io canto.

### Descrizione
Il 2 giugno 2007 il brano viene eseguito durante il concerto di Laura Pausini allo Stadio Giuseppe Meazza di San Siro di Milano.
Destinazione Paradiso in versione Live viene inserita così nell'album San Siro 2007 e utilizzata come singolo.
È il 1° singolo che anticipa l'uscita dell'album del 2007, trasmesso in radio il 2 novembre.
La canzone viene tradotta in lingua spagnola da Ignacio Ballesteros Díaz con il titolo Destino Paraíso ed inserita nell'album Yo canto. Questa versione non viene estratta come singolo in Spagna e in America Latina e pertanto non è pubblicata su supporto audio, non viene trasmessa in radio e non è presente il videoclip.
Il brano Destinazione Paradiso viene quindi trasmesso in radio; viene realizzato il videoclip del brano, tratto dal concerto di San Siro.

### Video musicale
Il videoclip è stato tratto dal DVD San Siro 2007, diretto dai registi Gaetano Morbioli e Cristian Biondani e registrato durante il concerto-evento del 2 giugno 2007 allo Stadio Giuseppe Meazza di San Siro, in pellicola 16mm utilizzando 12 cineprese ed un elicottero per le riprese aeree.

### Tracce
CDS - Promo Warner Music Francia
1. Destinazione Paradiso
2. Destinazione Paradiso (Live)

CDS - Promo 16497 Warner Music Europa
1. Destinazione Paradiso (Live)
2. Y mi banda toca el rock (Live)

Download digitale
1. Destinazione Paradiso (Live)

### Classifiche
| Classifica (2007) | Posizione massima |
| ----------------- | ----------------- |
| Italia            | 14                |

### Formazione
- Laura Pausini – voce
- Daniel Vuletic – chitarra elettrica, chitarra acustica, tastiera, pianoforte
- John Beasley – tastiera, pianoforte
- Michael Landau – chitarra elettrica, chitarra acustica
- Samuele Dessi – chitarra elettrica, chitarra acustica
- Paul Bushnell – basso elettrico
- Vinnie Colaiuta – batteria
- Raphael Padilla – percussioni